# Gary Westfahl
Gary Wesley Westfahl, né le 7 mai 1951,, est un auteur et critique de science-fiction. Il a écrit des critiques pour le Los Angeles Times, The Internet Review of Science Fiction et Locus Online. Il a travaillé à l'Université de Californie, Riverside jusqu'en 2011 et est désormais professeur Adjoint à l'Université de La Verne.

## Vie personnelle
Westfahl est né à Washington, DC, en 1951. En 1986, il est diplômé de l'Université de Claremont avec un Doctorat en anglais.
-
Il réside à Claremont, en Californie, avec sa femme Lynne et ses chats. Sa fille, Allison, est un avocat, son beau-fils, Steven Kong, est un médecin, et son fils, Jeremy Anson, est un étudiant diplômé de mathématiques à l'UC Irvine et un joueur professionnel de Super Smash Bros. Melee joueur connu sous le nom de Fly Amanita[citation nécessaire],,.

## Travail
Westfahl coordonne les programmes d'anglais à l'université du Centre d'Apprentissage et a écrit ou édité 24 livres sur la science-fiction. Il enseigne la science-fiction, mais n'en a pas écrit du tout. Sa femme Lynne est professeur au département de théâtre à Cal State Fullerton. Westfahl également enseigné à Héman G. Stark Établissement Correctionnel pour jeunes adultes, qui a fermé en 2010.
Westfahl a édité The Greenwood Encyclopedia of Science Fiction and Fantasy publié en 2005. Il a également édité la Science Fiction Quotations. Les deux livres sont décrits comme utiles et amusants.